# 王俊 (1966年3月)
王俊（1966年3月16日—），男，天津人，中国前职业足球运动员，曾经常年效力于天津泰达俱乐部。

## 生平
早年在天津东亚队效力，代表球队参加过甲级联赛。1988年被选派至荷兰留学训练，1991年开始代表天津队参加当年的甲A联赛，并打入两球，可惜天津队在当年不幸降级。1992年再度随全队赴荷兰留学。1994年职业联赛开始，王俊作为主力中锋代表天津征战当年的甲B联赛，并打入三球，帮助球队升级成功。1995赛季，本来实力偏弱的天津队又遭遇大面积伤停，王俊作为中锋打入九球，帮助球队保级。后来由于年龄偏大状态下滑，逐渐淡出主力阵容。1998赛季天津队冲A成功后宣布退役。2008-09赛季作为助理教练辅佐左树声执教天津泰达队。